# Bieccitone
In Fisica della materia condensata il Bieccitone è una quasiparticella composta da due eccitoni liberi.

## Formazione di bieccitoni

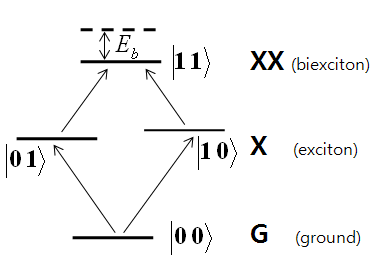
Modello per un solo punto quantistico; è il bieccitone di energia di legale

Nell'informazione quantistica e computazionale, è essenziale costruire combinazioni coerenti di stati quantistici.
Le operazioni quantistiche di base possono essere eseguite in una sequenza di coppie  di bit quantistici distinguibili fisicamente, e quindi, possono essere illustrate da un semplice sistema a 4 livelli.
In un sistema a guida ottica dove gli stati {\displaystyle |01\rangle } e  {\displaystyle |10\rangle } possono essere direttamente eccitati, l'eccitazione diretta del livello superiore  {\displaystyle |11\rangle } dal livello base  {\displaystyle |00\rangle } è di solito proibita e la più efficiente alternativa è l'eccitazione coerente non degenerata di due fotoni usando  {\displaystyle |01\rangle } o  {\displaystyle |10\rangle } come stato intermedio
.

## Applicazioni
Nell'aprile 2016 viene pubblicato su Nature Communications che ricercatori del Istituto nanoscienze (Nano-Cnr) e Istituto di fotonica e nanotecnologie (Ifn-Cnr) sono riusciti a far emettere e assorbire luce a dei nanoribbon di grafene con stati quantistici di bieccitoni.